# 胡之德
胡之德（1931年—），男，汉族，四川荣县人，中国分析化学家、教育家，曾任兰州大学校长，中国化学会理事。